# Werribee
 (novembre 2015).
Werribee est une banlieue de Melbourne, en Australie. Elle fait partie de la ville de Wyndham, dont elle est le centre administratif et le quartier le plus peuplé (37 737 habitants en 2011).

## Étymologie

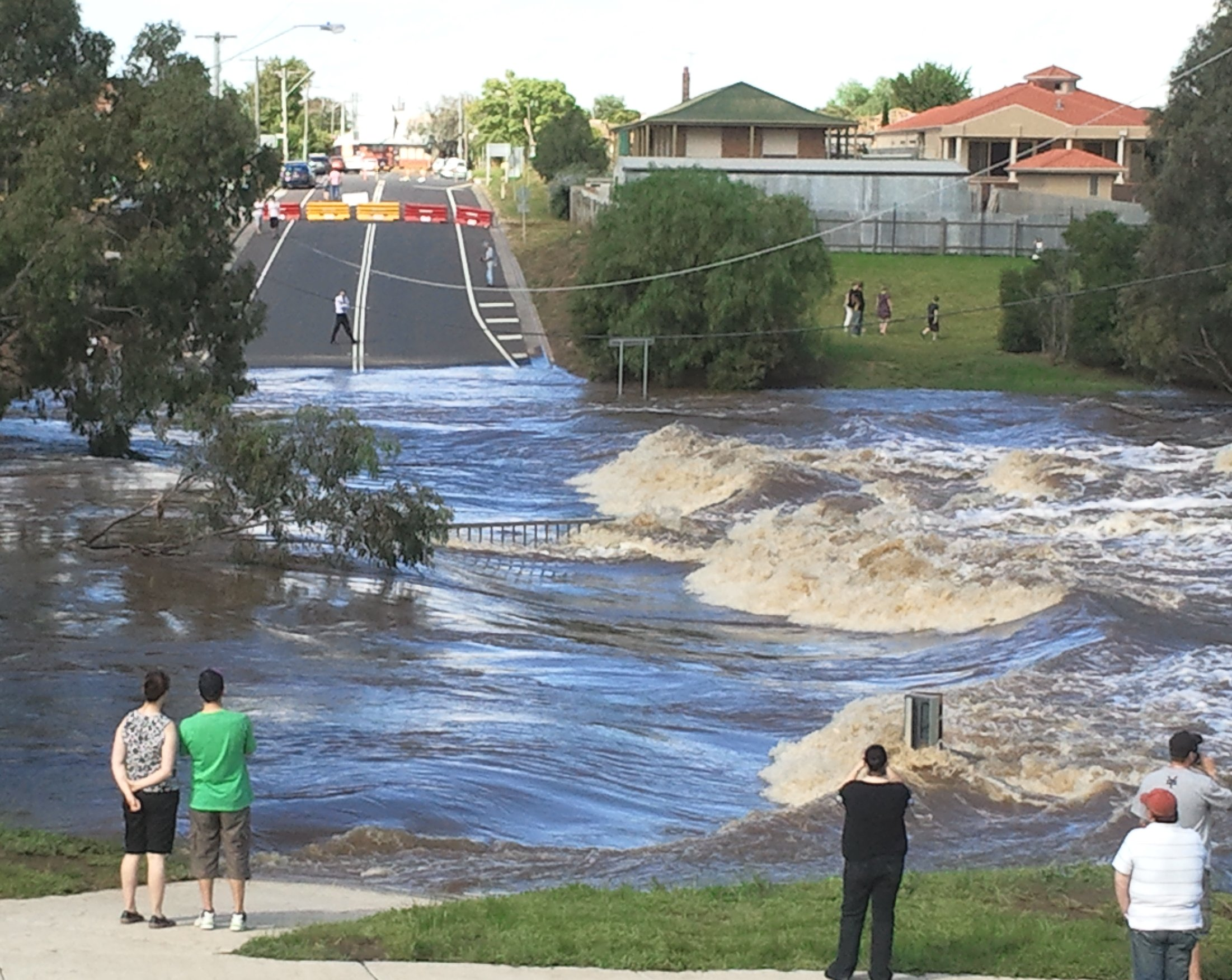
La rivière Werribee en crue à Werribee

« Werribee » est un mot aborigène signifiant « colonne vertébrale » qui pourrait faire référence au tracé de la rivière Werribee.

## Géographie
Werribee est bâtie sur la rivière du même nom, à mi-chemin entre Melbourne et Geelong, à une trentaine de kilomètres au sud-ouest du centre-ville de Melbourne.

## Histoire

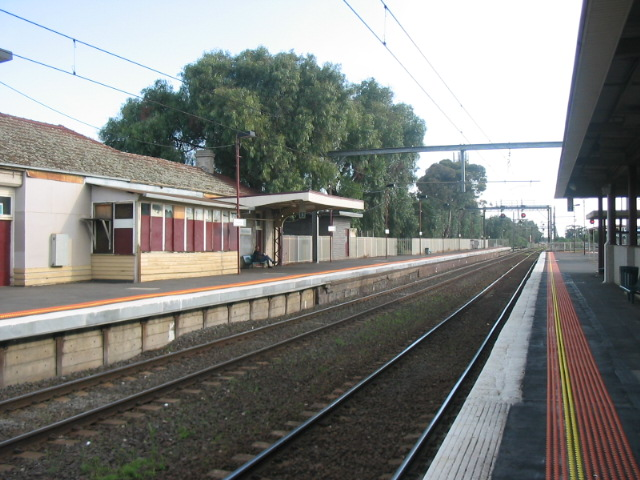
Gare ferroviaire de Werribee.

Fondée dans les années 1850 sous le nom de Wyndham, Werribee ne prit son nom actuel qu'en 1884.
Depuis les années 1990, elle a connu une rapide croissance de sa population, devenant une ville-dortoir de Melbourne et Geelong.

## Santé

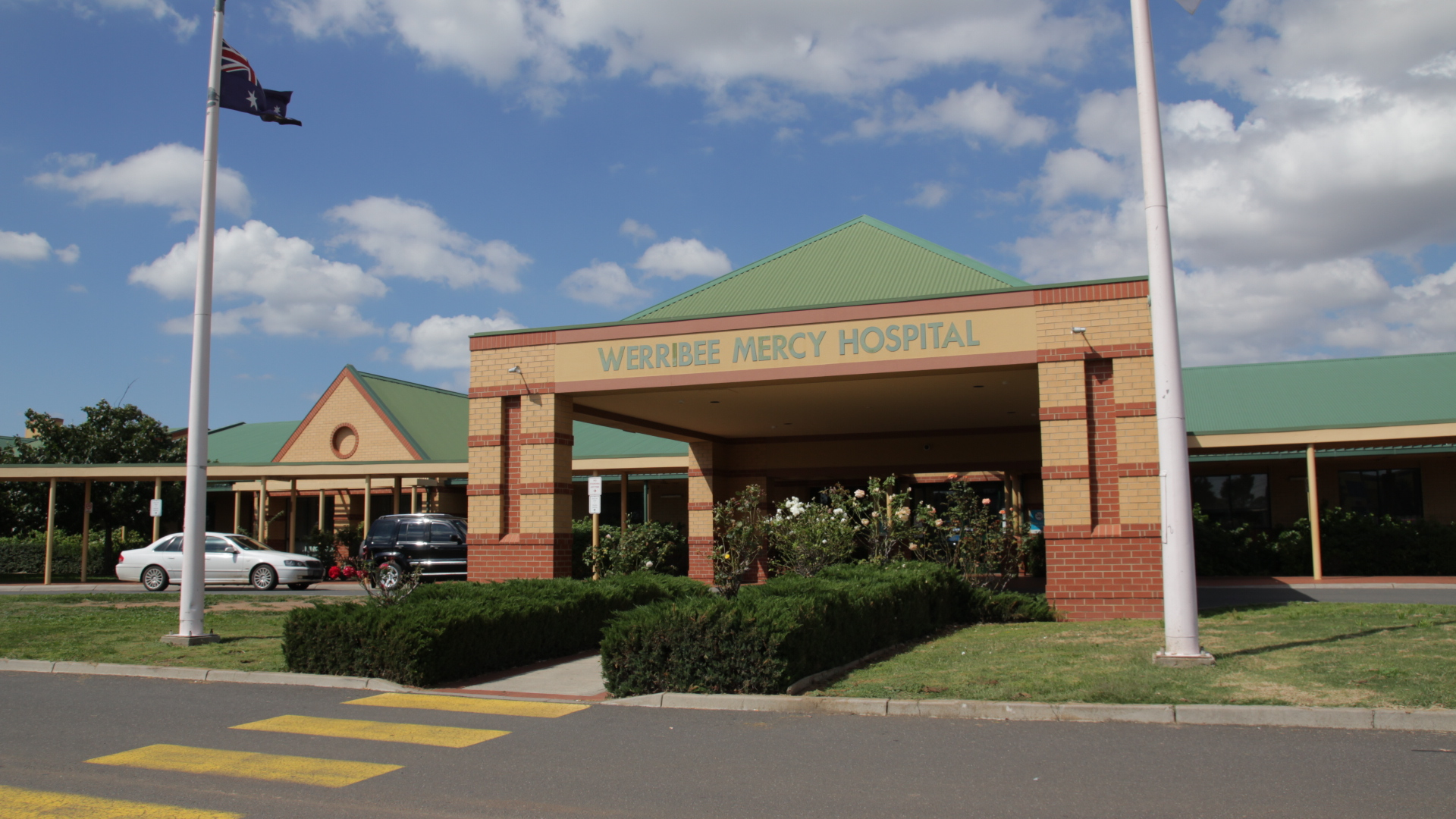
Le Mercy Hospital de Werribee

La ville de Wyndham et ses environs sont desservies par le Werribee Mercy Hospital (en), ouvert en 1994, qui a remplacé le précédent Werribee District Hospital.
L'hôpital possède notamment un service de psychiatrie et une maternité.

## Attractions
- Werribee Park
- Zoo de Werribee

## Personnalités
- Frank Little, archevêque de Melbourne

Résidents remarquables
- Tim Blair – journaliste
- Anthony Callea – chanteur
- Merv Hughes – ancien joueur de cricket
- Russell Mark – tireur olympique
- Danny Tiatto – joueur de foot ball (soccer)
- Brent Prismall – joueur de foot ball (AFL)